# 龍用升
龍用升（1448年—？），字舜舉，江西吉安府吉水縣人，民籍，明朝政治人物。

## 生平
江西鄉試第四十五名舉人。成化十七年（1481年）中式辛丑科會試第一百六十一名，三甲第一百一十八名進士。

## 家族
曾祖龍伯程；祖父龍彥啟；父龍孟炳。嫡母周氏；生母劉氏。慈侍下。弟用弁。